# Amniculicola lignicola
Amniculicola lignicola är en svampart som beskrevs av Ying Zhang & K.D. Hyde 2008. Amniculicola lignicola ingår i släktet Amniculicola och familjen Amniculicolaceae.   Inga underarter finns listade i Catalogue of Life.